# Jope Namawa
Jope Leka Namawa (4 maggio 1974) è un ex calciatore figiano, di ruolo difensore.

## Carriera

### Nazionale
Ha debuttato in Nazionale il 7 aprile 2001, in Figi-Samoa Americane (13-0). Ha messo a segno la sua prima rete con la maglia della Nazionale il 16 aprile 2001, in Tonga-Figi (1-8), siglando la rete del momentaneo 0-1 al 4º minuto di gioco. Ha partecipato, con la Nazionale, alla Coppa d'Oceania 2002. Ha collezionato in totale, con la maglia della Nazionale, 6 presenze e una rete.

## Palmarès

### Club

#### Competizioni nazionali
- Campionato figiano di calcio: 7

Ba: 2001, 2002, 2003, 2004, 2005, 2006, 2008
- Campionato interdistrettuale figiano: 4

Ba: 2003, 2004, 2006, 2007
- Battle of Giants figiana: 5

Ba: 2001, 2006, 2007, 2008, 2009
- Coppa delle Figi: 4

Ba: 2004, 2005, 2006, 2007
- Champions vs. Champions figiana: 7

Ba: 2001, 2002, 2003, 2004, 2005, 2006, 2008